# رون بروكس
رون بروكس (بالإنجليزية: Ron Brooks)‏ هو لاعب كرة قدم أمريكية أمريكي، ولد في 16 أكتوبر 1988 في دالاس في الولايات المتحدة.

## وصلات خارجية
- رون بروكس على موقع مرجع كرة القدم المحترفة.كوم (الإنجليزية)